# دمية بيلد ليلي
دمية بيلد ليلي (Bild Lilli doll) هي دمية ظهرت لأول مرة في ألمانيا في عام 1955. و(ليلي) هذه كانت فتاة عاملة تمتلك إدراكا واسعا بما تريد، فلم تكنْ تتوانى عن استغلال الرجال لتحقيق مآربها؛ وهي كما يقال في كثير من المراجع مستوحاة من شخصية بطلة قصة كانت تنشرها صحيفة (بيلد) الألمانية، وقد رسمها فنان اسمه (رينهارت بيوثن).

## استوحاء باربي من بيلد ليلي
«باربي» بالأصل مستوحاة من دُميّة أخرى ألمانية كانت تدعى «بيلد ليلي»، كانت معروفة كعارضة أزياء، في الفترة من عام 1955، حتى عام 1964، وعلى الرغم من أنها بيعت في البداية للأطفال، فإن شهرتها امتدت للكبار الذين استمتعوا بشراء ملابس لها من الأسواق وجعلها تبدو في أحسن هيئة ممكنة.

## اختفاء الدمية بيلد ليلي
ترتبط اللعب ارتباطًا وثيقًا بنوع الطفل، سواء كان ذكرًا أو أنثى ولذلك نجد أن هناك تنوعًا كبيرًا في السوق لتلك اللعب سواء للفتيات أو الأولاد، ولكن لعل النصيب الأكبر كان للفتيات؛ فحبُّهن للدمى أثر بشكل كبير على قطاع اللعب، ومن هنا نشأت العديد من الدمى والعرائس التي تجذب الأطفال إليها والتي أصبحت علامات مهمة في تاريخ اللعب، كما أن هناك العديد من اللعب الأخرى التي تجذب الفتيات ومنها الدمية بيلد ليلي أو الاسم القديم المنتشر ليلي فظهرت دمية جديده اسمها باربي الأمريكية ثم اختفت الدمية الامانية

## تسويق الدمية بيلد ليلي
تم تسويق دمية بيلد ليلي في الأصل للبالغين في الحانات ومحلات التبغ كهدية مجاملة، وكانت اللعبة متوفرة بحجمين: 12 بوصة و7.5 بوصة.
وقد تم صنع الدمية من البلاستيك وكانت بشرتها شاحبة اللون ورسم الوجه مع الشفاه الحمراء والحاجبين الضيقين، والرموش الطويلة والعيون ذات النظرة الجانبية، ولكن سرعان ما عشقها الأطفال.

## أول ارباح الشركة
تم بيع أول بيلد ليلي الدمية مقابل 3 دولارات وتم بيع ملابس إضافية بناء على أحدث اتجاهات الموضة في باريس وتراوحت الأسعار ما بين دولار إلى خمس دولارات، في السنة الأولى تم بيع 3000000 دمية عام 1959م، وصلت الأرباح لـ 27.450 دولار، قام أكثر من 70 مصمم بتصنيع الملابس في شركة العاب ماتيل باستخدام 105 مليون يارد من القماش، يعادل 900 ألف متر .

## نهاية بيلد ليلي
حيت ظهرت الدمية باربي فقلت مبيعات بيلد ليلي فكانت بداية القصة حين ظهرت روث هاندلز رحلة لها إلى سويسرا، لفت نظر روث في أحد المحلات دمية ألمانية اسمها دمية بيلد ليلي، فاشترتها وأعادت تصميمها وأسمتها «باربي» نسبة إلى اسم ابنتها باربرا.

## انتشار بيلد ليلي
حقّقت (ليلي) انتشارا واسعا ليس لدى الأطفال فحسب، بل لدى الكبار أيضا. وفي أوج تألقها وقعتْ (ليلي) في يد سيدة أمريكية اسمها (روث هاندلر) فاشترتها وأعادت تصميمها وأسمتها (باربي) التي تم الإعلان عن ميلادها في 9 مارس 1959، فيما اختفت (ليلي) رسميا عام 1964 من الأسواق بعد أن حصلت شركة (ماتيل) على حقوق تصنيعه

## ذهاب بيلد ليلي
لقد ذهبت (ليلي) الألمانية وجاءت (باربي) الأمريكية فتاة الطيران بامتياز، في مكتب الإدارة ووراء المقود كما أنها تعمل مضيفة. وتضم حديقتها أكثر من أربعين حيوانًا أليفا: قطط، كلاب، خيول، دب، شبل وحمار وحشي. كما تمتلك مجموعة سيارات بماركات مختلفة.